# La Légende des phares
La Légende des phares è un cortometraggio muto del 1909 diretto da Louis Feuillade.

## Produzione
Il film fu prodotto dalla Société des Etablissements L. Gaumont

## Distribuzione
Distribuito dalla Société des Etablissements L. Gaumont, uscì nelle sale cinematografiche francesi nell'agosto 1909. Il 22 settembre, venne distribuito negli Stati Uniti dalla Kleine Optical Company con il titolo The Legend of the Lighthouse.